# 曽代用水
曽代用水（そだいようすい）は、岐阜県美濃市および関市を流れる用水である。
2015年に世界かんがい施設遺産に登録。

## 地理
岐阜県美濃市曽代の長良川左岸から取水している。曽代地区を縦断し、小倉山と長良川の間を流れ、美濃市役所の西側を通り、国道156号に沿って南下する。松森地区を通過し、東海北陸自動車道美濃ICの東を流れ、関市に入る。岐阜県道281号関美濃線に沿って南下する。下有知中学校の東を通過し、関市水の輪町付近で3つに分流する。1本は小瀬地区に、2本は関市街地方面に流れる。美濃市および関市の田畑を潤す重要な役割を果たしている。かっては板取川との合流地点付近（現在は「みちくさ館」）で取水が行なわれていたが、河川水位が低くなったため1934年に上流部（天神大橋付近）に取水部が付け替えられた。

## 歴史

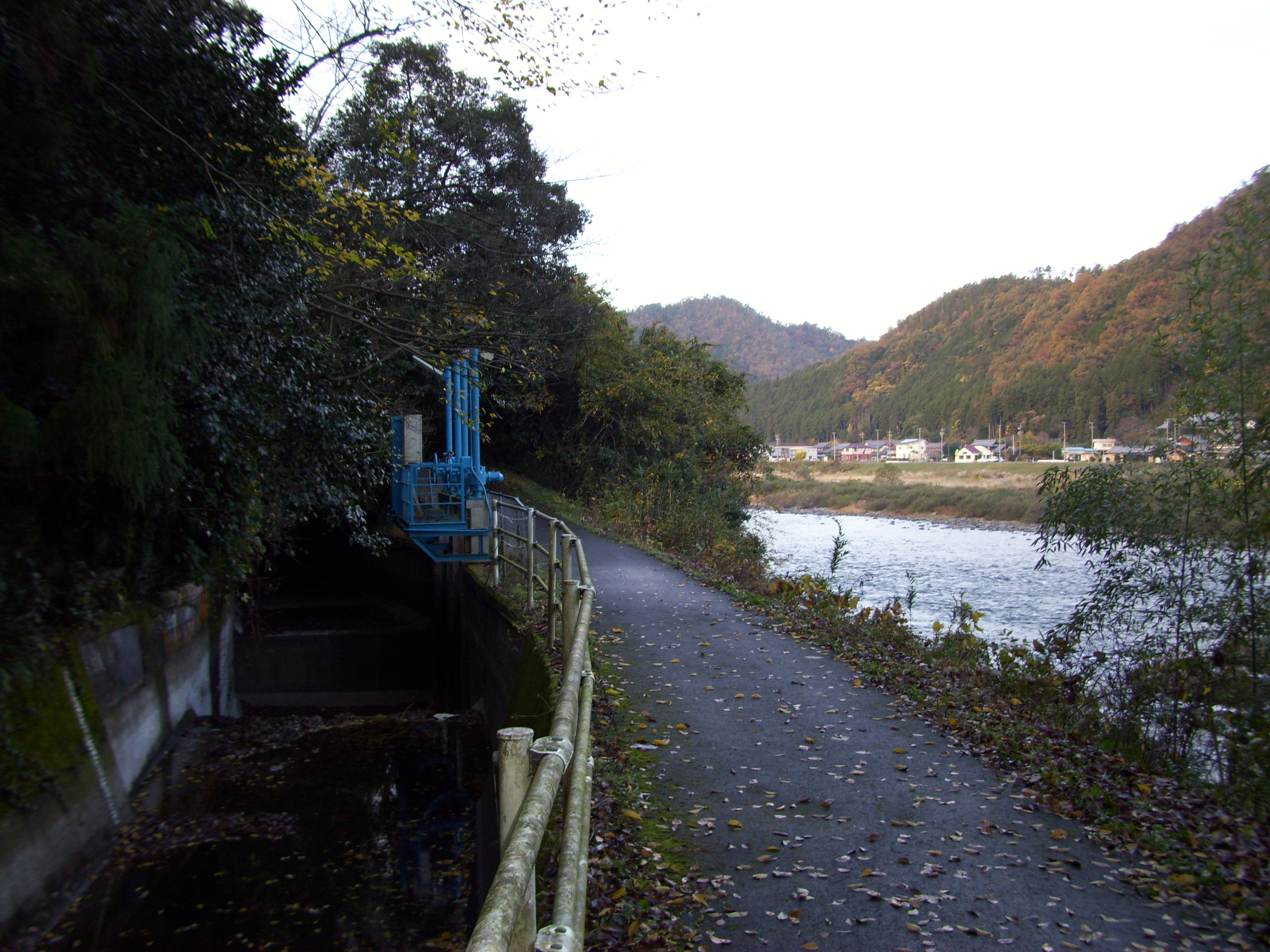
長良川と併走する曽代用水

江戸時代前半までの下有知村（今の関市）周辺は、水の便が悪く、干ばつがたびたび起こっていた。この地に移住してきた尾張藩の浪人喜田吉右衛門と林幽閑は、地元の豪農柴山伊兵衛と図り、長良川上流から下有知村まで用水を引く計画を立て、1663年（寛文3年）に役人の内諾を得た。鏨と金槌を使う手作業の難工事が続き、多額の工事費がかかった。喜田と林は所持金が底をついてしまったため離脱したが、柴山は計画を推し進めた。1675年（延宝3年）まで10年近くの歳月を要して完成した。
喜田、林、柴山の3人の偉業をたたえて、関市下有知の地には井神社が建てられ、3人が祀られている。毎年8月1日に例大祭が行われる。
2015年（平成27年）、その歴史的背景が評価され国際かんがい排水委員会による世界かんがい施設遺産として岐阜県で初めて登録、国際連合食糧農業機関による農業遺産「清流長良川の鮎」の構成資産に登録された。

## 流域の自治体
岐阜県
美濃市、関市